# 志々雄一派
志々雄一派（ししおいっぱ）は、漫画『るろうに剣心 -明治剣客浪漫譚-』に登場する架空の集団。
担当声優は、テレビアニメ版第1作 / 第2作の順に表記。特筆ない場合はテレビアニメ第1作での配役。俳優は、映…実写映画、京…京都編ミュージカルの配役であることを意味する。

## 軌跡
かつて自分を利用した果てに殺害しようとした明治政府への復讐を目論み、そして日本の覇権をも握らんとする志々雄真実の野望のもと、集められた精鋭によって組織された武装集団である。
新月村などを見る限り、一般人への支配体制は恐怖政治そのものであるが、部下は魚沼宇水や悠久山安慈などの例外を除き、志々雄の優れたカリスマ性に心酔する者たちが忠誠を捧げ、強固な組織を築き上げていた。
京都では佐渡島方治の指揮のもと、かつて維新志士たちが計画していた京都大火を再現しようとするが、緋村剣心たちによって阻止される。その後、剣心たちに敗れた志々雄が消滅したうえ、方治が警察に出頭したことで、組織は事実上の壊滅を迎える。生き残った者の多くは捕縛されるが、一部の者はその高い能力を欲した政府の恩赦を受け、軍警察などの機関に取り立てられることとなる（詳細は後述）。

## 構成員

### 上層部
志々雄真実（ししお まこと）
声 - 池田政典 / 古川慎
演 映 - 藤原竜也、京 - 黒羽麻璃央
志々雄一派の統率者。元・長州派維新志士で、主人公・緋村剣心（人斬り抜刀斎）と互角の実力を持つとされた凄腕の剣客。幕末時に野心と狂暴性を危険視した同志たちに暗殺されかかり、そのときに全身に負った火傷を包帯で覆っている。初登場時30歳。

駒形由美（こまがた ゆみ）
声 - 入絵加奈子 / 戸松遥
演 映 - 高橋メアリージュン、京 - 伶美うらら
身長163cm、体重49kg。1850年1月生まれ。東京府出身。山羊座、血液型B。趣味:入浴。嫌いな人物:本条鎌足。
“夜伽”の由美。志々雄の愛人兼世話役を務める妖艶な美女。一人称は「私」。志々雄とは相思相愛の仲で、一般的な恋人の価値観を超越した絆で結ばれている。同じく志々雄の側近である十本刀の宗次郎とも仲が良く、同じ十本刀の張や兵士たちからも姉貴分として親しまれている。護身用の小刀を隠し持っているが戦闘能力は皆無に近く、戦いを好む志々雄の役に立てないことにいら立ち、戦闘要員である宗次郎や恋敵の鎌足に内心嫉妬していた。
元はとある商家の娘だったが、家に押し入った御用盗に家族と使用人全員を斬殺されて、女衒に買われて新吉原の女郎屋「赤猫楼（あかねころう）」に身売りされる。やがて「華焰（はなほむら）」の源氏名で人気花魁（昼三）（当時の遊女の最高位）に登りつめる。選択肢は無かったが選んだのは自分だと、花魁であることにプライドを持っていた。ゆえにマリア・ルーズ号事件で自分たち遊女を家畜扱いした明治政府を憎み、政府関係者の客は誰だろうと拒否、身請けも応じない。なお、テレビアニメ版ではマリア・ルーズ号事件のことはぼかされている。
本編開始から1年前の明治十年晩秋の話である外伝『炎を統べる -るろうに剣心・裏幕-』にて、十本刀の集結を待つため赤猫楼を訪れた志々雄一行と初めて出会う。同じく吉原に滞在していた軍属集団「弘原海鮫兵団」に妹分の新造を惨殺され、同じ妹分でさらわれた双子の禿を取り戻すために志々雄に助けを求めるが、弱肉強食の理念を持つ彼から自身たちの弱さを糾弾され断られる。だが諦めきれず強さの売買を思い立ち申し込む。報酬に自身の命の生殺与奪権を掲示して、死後は志々雄の地獄行に付き合うと啖呵を切った。その度胸を気に入った志々雄の協力を取り付けることに成功する。のちに家族たちを殺害した御用盗の正体が志々雄であることに気づくが、弱肉強食の理念に共感しつつあり仇討ちする気にならなかった。しかし、自身が売られる原因を作った責任をとるよう彼に相場の三倍の身請け代を要求。大金を住職に渡して新造の供養と双子の禿のことを頼んだ。その後、志々雄に「俺が再び死に瀕した時はお前の命を戴く」と言われ、「心中じみたつまらない死に方は嫌だから弱肉強食の理のままに貴方の強さに変えて頂戴。そのときは、華やかに鮮やかに殺してね」と約束する。
最終決戦では本拠地に赴いた剣心たちの案内役を務める。その際に左之助とはコミカルなやり取りも見せた。剣心と蒼紫との戦いでは無線を通じて、天翔龍閃の仕組みを報告しようとしたが、常人である由美には天翔龍閃を目に捉えることはできなかった。剣心との戦いに敗れた宗次郎を介抱した際、彼から天翔龍閃の仕組みを教えられると共に脇差を渡され、別れの挨拶を交わした。剣心と志々雄の最終決戦にて、身を徹して志々雄を庇いに入った際にかつて志々雄と約束した通りに剣心もろとも突き刺されるが、「初めて志々雄様の戦いの場で役に立てた」と喜び、志々雄に看取られながら息を引き取り、その亡骸は人体発火を起こした志々雄と共に焼失する。死後も地獄で志々雄に付き添い、「地獄の国盗り」に向かう。その際、同じく地獄に落ちたであろう宇水を本当の仲間に加えることを提案していた。
『明日郎 前科アリ（異聞）』では明日郎の見た過去の夢に登場。弱肉強食論じみたことを言った明日郎に笑い、一派に置いてもいいのではないかと提案した。
モデルは女優の由美かおる。姓は新潟県長岡市内の駒形十吉記念美術館に由来。
- 完全版第12巻の再筆：基本デザインの変更はないが、色気強化。一枚絵ということで衣装はすべてシースルーである。

### 十本刀
読みは「じゅっぽんがたな」。明治政府の要人暗殺を目的とした戦闘の精鋭部隊。「刀」と名が付くが全員が刀を武器としているわけではない。小説『その翳、離れがたく繋ぎとめるもの』では、彼らの一派への加入経緯について書かれている。実写映画版では「利害が一致しているだけで志々雄に忠誠心はない」「共通の敵が明治政府という点で合意しているだけ」としている者も原作やアニメ版以上に多くいる。
瀬田宗次郎（せた そうじろう）
声 - 日髙のり子 / 山下大輝 / 冨永みーな（ゲーム『維新激闘編』）
演 映 - 神木隆之介、京 - 加藤清史郎
身長163cm、体重51kg。文久元年（1861年）9月生まれ。相模国出身。乙女座、血液型AB。特技:雑用全般。好きな食べ物:団子。初登場時は16歳。
“天剣”の宗次郎。十本刀最年少にして最強の剣士。一人称は「僕」。書生風のあどけない少年だが、志々雄の最古参の部下で信頼も厚い。普段は側近として付き従いつつも、大久保利通暗殺をはじめとした数々の最重要任務に派遣されている事実上の志々雄の右腕。剣心に匹敵する天賦の剣才「天剣」と、喜怒哀楽の「楽」以外の感情を持たないがゆえに思考や気配が一切読めない「感情欠落」、強靭な脚力で瞬間移動並みの速度を発揮する超神速の移動術「縮地」を兼ね備えている。あどけない笑顔でさらりと残酷な発言もする一方、天然な面もあり、日本刀などに関する知識はあまりなく、由美からボウヤ扱いされ「剣の腕が立つ割には、オツムの方がサッパリ」とツッコミも入れられる。
大きな米問屋の主人と妾の間に生まれ、幼少のころより養父母を含む親戚一家から疎まれ過酷な虐待を受ける。日々米俵を背負って運ぶ仕事をさせられ、連日理不尽に暴力を振われる生活の中で、家族に反抗的な態度をとると余計に痛めつけられるが我慢して笑っていれば呆れて放っておかれ被害を抑えられると気づき、無意識のうちに感情を封印して常に愛想笑いを浮かべるようになる。ある日の夜、逃亡中で追手の警官を斬り殺している志々雄を目撃し、口封じのために殺されかける。しかし、そのような極限の恐怖状態に置かれてもなお笑っていたことに興味を持たれ、食事と包帯を提供し米蔵に匿うことを条件に見逃してもらう。しかし親族たちは包帯が予備も含めて大量に無くなっていたことから志々雄に勘づき、反逆罪に問われる前にと宗次郎を殺そうとする。追い詰められた結果、宗次郎は志々雄から宿賃代わりに渡された脇差で家族を全員斬殺し、明治維新後の志々雄の最初の部下となって国盗りに向かうことになった。志々雄を恩人として尊敬し、志々雄から与えられた「弱肉強食」の理念を至上の思想としているため自ら思考することを放棄している。
作中、剣心とは2度対戦している。「感情欠落」の特性ゆえ飛天御剣流の「先読み」が通用せず、剣心を相当に苦しめた。志々雄曰く、「天剣」「感情欠落」「縮地」の三つが揃っている限りは剣心でも宗次郎は倒せないとのこと。新月村の初戦では抜刀術の撃ち合いで剣心の逆刃刀を真っ二つにした（しかし宗次郎の刀もひどく刃こぼれし使用不能となったため勝負は引き分けとなった）。本拠地での再戦では「縮地」も駆使し剣心を圧倒するが、その最中「弱肉強食」とは違う剣心の優しさを秘めた剣によって徐々に精神を乱していく。そして前述の親戚一家との過去を思い出した後、ついに封じられていた感情が呼び起こされ、憤怒を湛えた表情で剣心に止めを刺すと宣言する。超神速の奥義「瞬天殺」を繰り出すが、同じく超神速を誇り破壊力で上回る「天翔龍閃」の前に敗れる。そして志々雄との決別を涙ながらに決意し、別れの土産として由美を介して志々雄に天翔龍閃の全貌を伝えその場を去った。
志々雄一派壊滅後は、志々雄の名の下で自らが行った人斬りの意味と、これからの自分の生き方を模索するため、日本各地を放浪する。警官隊に追われているが、張曰く「絶対に捕まらない」とのこと。
外伝『炎を統べる -るろうに剣心・裏幕-』では双子の禿相手にかくれんぼで遊んであげるという一面を見せ懐かれるが、鮫男たちに禿が捕らわれた際は助けを求める声に対し「人質救出の命令は受けていない」とあっさり見捨ててしまう。
『明日郎 前科アリ（異聞）』では明日郎の過去の夢の中に登場。志々雄の食事を盗み食いして捕まるという情けない状況でありながら彼同様の弱肉強食論じみたことを言った明日郎に失笑し、「誰かさんと同じような事言ってますよ。」と志々雄に茶々を入れていた。
「北海道編」では、茶屋にて毎年食べていたはしかぷ餅を食べに来たところで、杉村義衛こと永倉新八と遭遇。その場にいた強盗には目をくれず、その際に杉村から自身の5年間の行方は明治政府は解っていたが、逮捕しようとすれば多大な犠牲が払うことから簡単には手出し出来なかったことを聞かされ、杉村が自身を捕縛できる人物だとわかり、杉村から一緒に函館に来るように言われるもそれを拒絶。賊が持ってた刀を瞬時に奪うと杉村と交戦する。交戦で縮地の三歩手前に平然と対応した杉村の強さを分かると、縮地を破ることの出来る人物たちから連想し杉村が幕末の生き残りであることを確信する。その後杉村の技を受けてもなお強気であり、互いに本気になろうとするも直後に悠久山安慈によって自身の刀が壊されたことで戦いが終わる。安慈との5年ぶりの再会に喜び、安慈から一緒に函館に来るように頼まれると、安慈からの頼みならとあっさりとそれを受託し、3人ではしかぷ餅を食べながら函館に向かっていった。その後剣心らと合流し、剣心からなぜ今回の戦いに参戦するのかを聞かれ、京都での戦い後に何が正しいのか答えを探して、日本各地を流浪しても答えを見つけられず、ならば今度は剣心たちと共に闘えば答えの手掛かりになるかと思ったことを述べた。なお、杉村の正体は剣心たちと会うまでは幕末の生き残りだとしか分かって無かった。
モデルは新選組一番隊組長沖田総司であり、名前も総司の幼名に由来する。また小説『新選組血風録』の沖田もモデルとなっている。女性層からの人気が特に高い。剣心のライバルキャラ投票では1位になった。アニメの「人気キャラランキング」では剣心についで2位。
PS『十勇士陰謀編』ではゲストキャラクターとして登場する。主人公たちとの絡みは無い。
- 完全版第13巻の再筆：書生風の服装→青年将校候補風の服装へ（当時から学生服のキャラを出したかったとのこと）。由美や鎌足が見繕った装飾品を身に付けている。前者は周囲の評判は良いが当人はいまいちで、後者は周囲の評判は悪いが当人は気に入っている。器に仕込み杖（本気を出していない時の得物）が追加され、菊一文字則宗に関する設定が変更された（後述）。
- 実写映画版：技を仕掛ける前に片足跳びでリズムを取る癖などが再現され、比較的原作に忠実。2作目では大久保利通暗殺や、剣心との初対決で逆刃刀を折るなどの重要な役割を果たす。3作目では煉獄内で剣心と再戦し、過去を思い出す場面はないものの、追い詰められるうちに感情が制御できなくなって敗れ、声を張り上げて泣き崩れる。その後の生死は劇中では描かれなかったが、『伝説の最期編』豪華版のビジュアルコメンタリーによると監督の大友啓史いわく「意識があるから煉獄からは逃げ延びた」とされた。4作目に再登場を果たし、剣心に敗れたあと流浪人となっていたことが本人の口から語られる。呉黒星に用心棒として雇われ、縁との決着をつけにきた剣心の前に現れるが土壇場で離反して剣心と共闘した。瀬田を演じた神木は第1作映画化発表前の時点からこの役での出演を希望しており、オファーが来る前から役作りをしていたと『るろうに剣心 The Final』の舞台あいさつの中で明かしている。また、リモートで舞台あいさつに参加した監督の大友啓史も、サプライズとして神木の出演を満場一致で決めたと話している。

武器
長曾禰虎徹（ながそねこてつ）
大業物三十一工の1つで数多の日本刀の中でも屈指の名刀。新月村での戦いで剣心の逆刃刀を叩き斬ったが、虎徹もまた修復不能なまでに破壊された。本来は志々雄の所有物である。
菊一文字則宗（きくいちもんじのりむね）
宗次郎の本当の愛刀。詳細は該当項目を参照。実在の則宗の作風とは異なる。虎徹以上の名刀だが逆刃刀・真打と天翔龍閃の前に破壊された。
自分の刀はこれ以外に持っていなかったようで、北海道編では全て借り物を使っている。
再筆では、志々雄が宗次郎に匿ってもらった礼として渡した刀となっている（本編の設定では、渡されたのは脇差）。また、「菊一文字則宗」というのはあくまで才槌の見立てであり、実際には無銘。
技
縮地（しゅくち）
驚異的な脚力で初速から一気に最高速に達し、一瞬で相手の間合いを侵略することができる幻の移動術。志々雄曰く「目にも写らない速さ」であり飛天御剣流の「神速」すら上回り、手を抜いた縮地ですら剣心を速度で圧倒していた。室内の戦闘であれば、天井も使用した「全方位空間攻撃」を展開できる。宗次郎はこれを仕掛ける前に片足跳びでリズムを取る癖がある。
なお、本編では由美と方治はこの技を知らない様子だったが、『炎を統べる -るろうに剣心・裏幕-』では宗次郎がこれを使用しているところを二人共目撃しており、後年発表作ゆえの矛盾が生じている。
瞬天殺（しゅんてんさつ）
宗次郎が唯一自分で名前を名付けた技。「縮地」から「天剣」の抜刀術に繋げる連続技で、破壊力では天翔龍閃に劣るが、本人いわくあまりの速さのために先読みが意味をなさず、この技が決まれば痛みも感じることなく一瞬で死ぬほどのスピードを誇る。

佐渡島方治（さどじま ほうじ）
声 - 高橋広司 / 伊藤健太郎
演 映 - 滝藤賢一、京 - 猪塚健太
“百識”の方治。志々雄の参謀で、頭脳明晰であり実務能力に長けている。黒い瞼が特徴。身長172cm、体重66kg。1839年6月生まれ。東京府出身。双子座、血液型A。特技:組織作り。一人称は「私」。
以前は明治政府官僚であったが、その内情に失望して野に下り、流離っていたところを志々雄と出会う。上海マフィア（雪代縁の組織）から甲鉄艦煉獄を始めとする膨大な兵器を購入、一派を単独で明治政府と戦争し得る強大な組織へと作り上げた。
当初は合理的な価値観を重んじる冷めた性分だったが、それを見抜いた志々雄から組織の参謀としての“覚悟”が足りないと直接顔面を手でつかまれ、志々雄の常軌を逸した体温およびそれに由来する彼の中の“熱”を体感するという「洗礼」を受け心の底からの忠実な修羅の参謀となる。ただし従属一辺倒というわけではなく実務上問題となる場合は志々雄に対しても異議を唱えるなど参謀として発言力は高い。
組織の参謀としてだけではなく戦闘の精鋭部隊・十本刀にもその名を連ねており、銃火器の扱いを完全に熟知した射撃術を得意とする。煉獄乗艦時や剣心と志々雄の最終決戦の際にもライフル銃を携行していたが、結果的には原作本編では戦闘は行わなかった。原作本編では三度（梟爪衆による葵屋襲撃の失敗後、三強を除いた十本刀による葵屋襲撃、剣心と志々雄の最終決戦）十本刀の戦闘要員として自ら戦闘に参戦しようとはしていたが、それぞれ異なる要因から結果的に参戦せず戦闘する姿は本編では描かれなかった。しかし、外伝『炎を統べる -るろうに剣心・裏幕-』では初めて戦闘場面が描かれ、急所を防ぎながら猪突猛進してくる相手に対し、ライフル銃を片手持ちで用い狙った急所一点を一発で撃ち抜くという正確無比な高精度の射撃術を披露した。その実力を志々雄から称賛されたが、方治は武器の選定も自身の仕事ゆえ完璧に使いこなせて当然と答えた。
京都大火作戦が未遂で終わった後、十本刀の京都大火の真意を知らせていなかった7人に問い詰められる矢面に志々雄の代わりに立つ。7人に知らせずに京都大火を実行した計画および判断は全て志々雄によるもので方治は関知していなかったのだが、それを方治の独断であると志々雄に責任をあてつけられる。だが方治は宇水に問い詰められるも、志々雄と組織の統制のため事実を明かさず、7人への詫びとして「七爪の罰」と称しその場で自らの爪を七枚剥いだ（旧アニメ版では小刀で手の甲を突く描写に変更された）。当てつけた試練を覚悟で見事乗り越えた方治を認めた志々雄により「これから汚れ仕事は全て任せる。その代わりに勝利の味は真っ先に味わわせる」と告げられ忠臣としての信頼を勝ち取った。当初は三強を除いた十本刀6人による葵屋襲撃にも参戦予定だったが、爪を剥がした怪我のために志々雄に参加を止められアジトに残る側となり、葵屋襲撃要員の十本刀は6人から5人に変更された。
志々雄と剣心の最終戦では、戦闘時間の超過を恐れた由美に「志々雄様を止めて」と泣きつかれるが、「緋村剣心ごときに超えられた限界など志々雄様が超えられない訳が無い」と断じ、隠し持っていたライフル銃を投げ捨て、志々雄に全てを託す。
志々雄が人体発火により消滅した後は、斎藤の「生き残った方が勝ちに決まっている」という言葉に感化され、「全員死ねば志々雄様の敗北ではない」として暴走、アジトの動力機関を破壊して剣心たちを道連れにした自爆を試みる。そして高笑いをしながら爆発に巻き込まれ死亡…と思われたが安慈に救出され生存。志々雄と共に死ねなかった事に憤慨するが考えを変え、あえて自首して法廷の場で志々雄の弱肉強食論を世間に知らしめることを決意するが、実際は志々雄の影響を世間に与えないために法廷で語る場さえ与えられず、それでいて方治の実務能力を欲して懐柔を試みてくるなど、明治政府の弱体・腐敗ぶりに絶望。牢内で自身の血による血文字の遺書を残し、隠し持っていた小刀で自決する。
死後、地獄に落とされて彷徨っていたが、同じく地獄に落ちていた志々雄・由美と再会。志々雄から地獄の閻魔相手の国盗りに付いてくるように誘われ、一度は自分がついていっていいものか迷うが、志々雄の「何をぐずぐずしてる。勝利の味は俺の傍らでいの一番に味わわせてやると約束したはずだぜ」という言葉に改めて志々雄に忠誠を誓い、志々雄についていく。
外伝『炎を統べる -るろうに剣心・裏幕-』では、自分の世話をした華火のことを内心憎からず思っていた節が見受けられ、彼女が殺された際には激しく憤り、「華火がボタンを繕うとした相手＝ボタンが取れている」という手掛かりから三ッ原が下手人だと割り出して始末するなど、情に篤い一面も持っている。小説『その翳、離れがたく繋ぎとめるもの』では主に彼の目線で語られる。『明日郎 前科アリ（異聞）』では明日郎の夢に登場。志々雄にアジトのある山の麓にある郷の住人から聞いた明日郎の異名を教えている。
名前は佐渡島と『X-MEN』のキャラクター「フォージ」に由来。容姿はオリジナルだが、連載当時はジャイアントロボに似ていると読者に指摘された。
PS2『炎上！京都輪廻』では斎藤が主人公の場合、志々雄の死後、自分の言葉に耳を傾けようとしない明治政府に絶望していたところ、斎藤の面会を受け「惨めな末路がお似合い」と中傷され、明治政府の真実を知らしめるために、あえて生き残る決意を固めるという結末となっている。
- 完全版11巻の再筆：コートの中の服が軍服。銃火器の達人で煉獄の艦長。基本的なデザイン自体は変化していないが、十本刀に関する度重なる心労で髪の毛が白髪と黒髪の縞模様。
- 実写映画版：原作よりもかなり誇張されてテンションが高く、武器に頬ずりしたり、メガホンで戦闘員を鼓舞するなど、道化的なキャラクターになっている。煉獄での決戦時、左之助に殴り倒されて画面からフェードアウトし、その後は出番もなく生死不明。
- テレビアニメ第2作：第44-45話で「煉獄」の機関室を破壊するために侵入した左之助を足止めし、花束を武器に彼を攻撃し続けるが、逆に殴られる。彼の投げた炸裂弾を取り、自分の血で着火を消すも、二重の極みで破壊される展開に差し替わる。

魚沼宇水（うおぬま うすい）
声 - 流山児祥 / 諏訪部順一
演 - 村田充
身長176cm、体重77kg。1842年3月生まれ。琉球出身。魚座、血液型A。特技:盗聴。初登場時は36歳。
“盲剣”の宇水。十本刀の中でも宗次郎と並び、最強格の戦闘能力を持つ剣士。一人称は「私」だが、心眼の正体を語る時（原作）と新京都編では「俺」（アニメ第一作では44話で使っている）。
琉球王家秘伝の武術の使い手。盲目になったことを機に剣術の1つの究極の型「心眼」を開く。その正体は、数キロ先の小川の音すら聞きつけるほどの異常聴覚である。戦闘では、筋肉の軋む音から相手の攻撃姿勢を、足音と空気を切り裂く音から相手の位置を予測して攻撃する。また、心音を聞き取ることで相手の心理状態を読むことができる。
性格は非常に残忍でプライドが高い。軍や警察から選び抜かれた精鋭部隊50人を一夜にして壊滅させており、志々雄のアジト到着時にも雑兵たちを無用に殺害していた。
かつては幕府方の対人斬り用暗殺者として剣腕を振るい、何人もの名の知れた剣士を葬っていた。しかし、ある日遭遇した志々雄に両眼を斬り裂かれて惨敗し、あっさりと幕府に見限られる。その後「隙あらば志々雄を殺しても良い」との条件の下で十本刀に加わり、志々雄の部下ではないことを誇示していた。だが、本心では志々雄の余りの強さゆえ復讐は半ば諦めており、そのことを斎藤に見抜かれた際には激昂した。志々雄も宇水の本心は見抜いているものの、その高い戦闘能力は認めており、手元に置いて利用するために体よく合わせてやっているだけであった。志々雄は宇水が斎藤には勝てないと予見しつつも、深手を負わせるだけの実力を持っていることも認めており、事実、斎藤には敗れるも両腿を突き刺す深手を与えその通りとなった。方治が地獄で志々雄と由美と再会した際、由美は「宇水も地獄に来ているはずなので今度は仲良くしてあげましょう」と述べてもいる。
志々雄のアジトで斎藤と戦った際には牙突を初見で完璧に捌き、さらに痛撃を加えるなど有利に戦闘を展開した。しかしながらプライドの高さと上記の隠した本心を斎藤に見抜かれ激昂、接近したところに牙突零式の直撃を受け、上半身を吹き飛ばされて（アニメは心臓を刺されたと同時に全身を壁に吹き飛ばされる）死亡した。
モデルは『バーチャファイター』のラウと言われるが、実際は漫画『ドラゴンボール』の桃白白。名前は新潟県魚沼地方に由来し、宇水の服装や部屋にある目玉のデザインは、『新世紀エヴァンゲリオン』に登場する使徒マトリエルに触発されたもの。
- 完全版第12巻の再筆：日焼けした褐色の肌、中華風の鎧を身にまとうなど琉球出身であることが強調されたデザインとなった。失明時の恐怖により髪は白髪。特徴であった「心眼」と書かれた眼帯がなくなり、代わりに額に目玉の刺青が彫られている。ローチンは手槍形態のみとなり、普段はオール型の剣とティンベーを使用する。
- 新京都編：志々雄に戦わずして敗北を認めた設定がなくなり、あくまで志々雄を抹殺しようとする人物。隙を見つけて絶えず志々雄を付け狙っている。斎藤一を討ち取るよう命令を受けたものの、斎藤が選抜した精鋭50人を殺した後、「50人殺した後で血が騒いでいる」と述べ、志々雄に戦いを挑み、激闘の末敗北。胸を貫かれた後に志々雄の掌に顔面を掴まれた際、「お前が燃える姿が見える」と言い残し死亡。
- 実写映画版：台詞は一切無く、容姿と武器は原作に準拠している。伊藤博文らとの会合時には、志々雄の発言に激昂した伊藤一派の一人をミートナイフで刺し殺した。海岸の処刑場での戦いで斎藤に気付き、奇声を発しながら襲い掛かるも牙突で瞬殺された。剣心たちが煉獄から戻ってきた海岸の場面で亡骸が倒れている様子が見られる。

武具
ティンベー
亀甲の盾で、普段は背中に背負っており、中心には目のデザインがある。亀甲の丸みを活かして相手の攻撃を捌き、その隙をローチンで突くという基本戦法の琉球刀剣術を駆使する。宇水は本来見えない衝突の瞬間も「心眼」で見切れるため牙突のような強力な刺突技もいとも簡単に捌くことができるが、牙突零式には耐え切れずに破壊された。完全版再筆では目のデザインが横に目蓋が開いたものから、縦に目蓋が開いたものに変更された。
ローチン
石突に小型の鉄球が付いた槍。柄の途中が螺子（ネジ）式のアタッチメントになっており、短い手槍に変えることができる。鉄球は斎藤の牙突を最初に捌いた時に破壊される。

技
宝剣宝玉百花繚乱（ほうけんほうぎょくひゃっかりょうらん）
片端の鉄球と、もう片端の槍を猛烈な速度で相手に目がけ連打する。

悠久山安慈（ゆうきゅうざん あんじ）
声 - 原康義 / 羽多野渉
演 映 - 丸山智己、京 - 郷本直也
身長193cm、体重110kg。1845年11月生まれ。北海道出身。蠍座、血液型A。嫌いなこと:無益な殺生。好きな言葉:救世。初登場時は33歳。
“明王”の安慈。一人称は「私」。宗次郎や宇水に次ぐ十本刀の三番手の強者。志々雄からは実力を高く評価されていた。宇水からも自分の殺生を邪魔をされても戦えば無事では済まないという判断から大人しく引き下がるほどの評価を受けている。普段の口調は紳士的で、一派の者に対しては「〜殿」と呼ぶ。
元々は東北地方の小さな村に寺を構え、戊辰戦争で身寄りを失った子供たちの面倒を見る線の細い心優しき僧侶だった。廃仏毀釈によって寺を去ることになったが、その引越しの前、新政府への協力を口実とする村長の私欲から寺を焼かれ、さらに同居していた子供たちも全員無残に焼死する。この悲劇によって、祈りや慈悲の心だけでは心正しき者は救われないことを痛感する。常に鋭く威圧感を湛えた目の下の隈のようなものは、預かっていた子供の一人（椿）の焼け焦げた死体のススを塗り付けたものである。
以後己の体を鍛え上げ、それまでの細身の体から鎧の如き筋肉を纏った巨漢に変貌し、事件の5年後には子供たちを殺した村長一味を惨殺している。そして破壊の極意「二重の極み」を10年かけて会得し、全身のあらゆる箇所を攻撃に転用して万物を粉砕する力を身につけ、邪悪な者を滅する憤怒に満ちた破戒僧となった。さらに、腐敗した世の中の元凶と見て「明治政府の打倒」も志すようになる。
破戒僧となった事件以来、信心は失ったが救世の心は失っておらず、志々雄曰く「十本刀中最も情け深い」。自分の部屋「衆合の間」には、巨大な不動明王像を安置している。志々雄には、明治政府の打倒という目的の一致から協力しているだけで、宇水とは違う意味で部下にはなっておらず、将来的に政府打倒後の日本が自らの「救世」にそぐわなかった場合も想定し、その時の征服者である志々雄打倒も既に考慮していた。なお、左之助が死んだと思った際に懐から数珠を取り出して供養を考えたり、部屋に不動明王像を安置していることや「南無阿弥陀仏」を唱えるなど、破戒僧でも僧侶であることと仏教を信じる気持ちを全く捨てたわけでもない。
下諏訪のとある森で修行していたところ、道に迷った左之助と邂逅し、二重の極みを伝授する。のちにアジトで左之助と再会し、互いの信念を懸けた一騎討ちに臨む。左之助がとっさに繰り出した極み外しに動揺した隙を突かれ一度は倒れるが、懐に隠した寺の子供たちの位牌を見て憤怒の心を再び目覚めさせ復活する。勝負は壮絶な二重の極みの撃ち合いとなるが、左之助の三重の極みを受け、己の救世という暴走が最も大切に思っていた子供たちをも苦しめていたことを悟り敗北を認める。一派壊滅後は警察に出頭するが、功労者（剣心たち）の嘆願によって極刑は免れ、懲役25年の実刑判決となり、北海道の仮設集治監に服役する。
外伝『炎を統べる -るろうに剣心・裏幕-』では十本刀の初陣の際に他のメンバーが虐殺に走る中、子供を人質に取った兵隊に対し「子供達を離せば命は助けよう」といい子供を救うなど本編同様に無益な殺生を嫌う一面を見せた。
『明日郎 前科アリ（異聞）』ではラストにて登場。顔は映っていないものの、子供たちの位牌を前に座禅を組んでいた。
「北海道編」では完成した樺戸集治監にて服役していたが、剣客兵器が樺戸集治監を襲撃する前日に杉村義衛こと永倉新八と共に函館に向かっていた。その後は事前に宗次郎の大まかな動向を把握していたことで宗次郎と共に函館に向かおうとしており、当初は自分から説得しようとするも、杉村から結託されると面倒だからと杉村に宗次郎の説得を任せるも、宗次郎と杉村の戦闘が激化しそうになると介入し、二重の極みで宗次郎の刀を破壊し戦闘を終わらせると、宗次郎に共に函館に来るように頼み、3人で函館に向かっていった。宗次郎に銃を向けた三島栄治に対しては宗次郎を床に叩きつけた上で自分も土下座で謝罪した。剣心には「和尚」と呼ばれている。京都編では「安慈」と名前で呼んでいた左之助も「和尚」と呼んでいる。
外見と名のモデルは、ロックバンド「アンジー」のボーカル三戸華之介で、性格上のモデルはこれといってないが、なんとなく島田魁をイメージしているとのこと。姓は長岡市の悠久山（公園）に由来。なお、外見自体は読み切り版『るろうに-明治剣客浪漫譚-』に登場する西脇の部下から流用されている。
- 完全版第10巻の再筆：不動明王を意識した武器と服装になり、皮膚が硬化して罅割れている。二重の極みに「陸震」「空雷」「海鳴」といったバリエーションが追加された（三つともアニメ『宇宙大帝ゴッドシグマ』に登場するロボットの名である）。
- キネマ版：直接登場していないものの、左之助に下諏訪で二重の極みを伝授した破戒僧の存在が語られている。
- 実写映画版：第2作目では念仏を唱える以外の台詞は無いほか、戦闘シーンも直接描かれず、京都へ向かう途中の左之助に二重の極みを伝授することも無い。第3作目では煉獄の内部で左之助と戦闘になるが、二重の極みは使わず、殴り合いの末に金的の攻撃を受けたあと、投げ技を食らい敗北した。その後の生死は不明。

技
二重の極み（ふたえのきわみ）
安慈が救世のため独自に開発した“万物必壊”を誇る破壊の極意。本来、すべての物質には抵抗（＝強度、硬度）が存在するために、その衝撃が完全に伝わることはない。しかし刹那の拍子（75分の1秒）に二度の衝撃を打ち込むと、第一撃目は通常通り物体の抵抗で緩和されるが、刹那の瞬間に打ち込まれた第二撃目の衝撃は抵抗を一切受けることなく完全に伝わるため、物質の硬度にかかわらず粉々に粉砕することができる（相楽左之助も参照）。正拳突きの場合、第一撃は指の第二関節で行い、第二撃は指を折りたたみ通常の正拳を当てることになる。左之助が安慈から習得したのは基礎のみであるため彼は右の正拳でしか使用できないのに対し、安慈は正拳に限らず肘打ちや裏拳、蹴りなど全身を使ったあらゆる攻撃で二重の極みを繰り出せる（左之助の見立てでは頭突きでも繰り出せる模様、北海道編で見せた後述の「総身」により、実際には頭突きどころか全身で繰り出せることが判明した）。また、短剣による遠隔攻撃（後述）も可能。相手の二重の極みを受けるとき、対角の部位に自分の正拳を加えることで衝撃の拍子を乱し、単なる打撃にすることもできる（極み外し）。
遠当て（とおあて）
二重の極みの応用。両刃の直剣を地面に突き刺し地中に二重の極みを伝導させることで、間合いの離れた相手に衝撃を与える。初登場時にも使用しており、周囲に置かれた地蔵をまとめて粉々に破壊している。
完全版の再筆のバリエーションでは「陸震」で、北海道編でも同名。PS2『炎上！京都輪廻』では、二重の極みをわざと外して地面に叩きつけることで、左之助も使用することができる。
広範囲に威力を伝えることができる代わりに、威力そのものは半減する。また、地盤のしっかりした場でなければ衝撃が伝わりにくく、さらに威力が落ちる。
総身（そうしん）
『北海道編』で登場。全身から二重の極みを放って一切の攻撃を無効化。これにより土居の蜂飛礫をすべて防いだ。
空雷
再筆で登場した二重の極みの応用。横隔膜で二重の極みを発生させることで口から衝撃波を放つ。対志々雄用の隠し球で、秘剣を破る奥の手。
海鳴
再筆で登場した二重の極みの応用。手に持っている羂索を使い、水中に二重の極みの衝撃波を伝播させる。
明王撃
PSP版ゲームでのオリジナル奥義。両手両足による二重の極みを放った後、最後に頭突きによる二重の極みを叩き込む五連撃。

沢下条張（さわげじょう ちょう）
声 - 福本伸一 / 岡本信彦
演 映 - 三浦涼介、京 - 才川コージ
身長180cm、体重76kg。1852年6月生まれ。大阪府出身。双子座、血液型B。趣味:刀集め。特技:一人ボケ突っ込み。初登場時は25歳。
“刀狩”の張。一人称は「ワイ」。熱狂的な刀剣愛好家であり、それらを用いた人斬りを楽しみたいという理由で剣客となった経歴をもつ。とくにお気に入りである新井赤空作の殺人奇剣集めに執心しており、赤空の生前最後の一振りである御神刀を奪う目的で、赤空の孫である伊織を誘拐し、さらには伊織を「赤ん坊斬り」と称して試し斬りの素材にしようともくろむ。箒のように逆立てた金髪が特徴で、平静時は左目を瞑っている。大阪出身者らしい関西弁を話す陽気な人物であるが、欲にまみれた殺しを楽しみ、激昂すると見境がなくなる。
京都では、御神刀を懸けて剣心と戦い、逆刃刀が折れているうえに伊織を人質に取られた状態の剣心を追い詰めるが、息子の命とその背にある新時代を守ろうとする剣心に感化された青空から投げ渡された逆刃刀・真打の一撃を食らい敗北。その後は捕縛され警察の保護下に入る。「志々雄様なんか怖くないが、情報を渡す気はない」と拒んだ結果、左之助と勝負することとなった。足枷の鉄球を使った不意打ちを見舞うが、左之助の狙いが始めから足枷を外すことだったと知ると気分を害しながらも負けを認め、京都大火の情報を渡した。アニメ第二作ではその後、出ていく二人に付いてちゃっかり脱獄しようとして左之助にツッコまれている。
由美とは飲み仲間であったらしく、彼女からは遊郭にいたころの苦難を聞かされていた。志々雄一派壊滅後は警視庁の密偵として斎藤一の部下となり情報収集を務めるが、斎藤からの扱いは悪い。人誅編終了後、密偵に飽きたため金目のものを盗んで逃げようとしたところ、剣心と決闘するはずだった斎藤と遭遇。斎藤が決闘を無視したことに驚愕し、以降の登場はない。『北海道編』では無罪放免と極上の刀一振りを褒賞に劍客兵器の戦力として召集される。しかし、斎藤からは鎌足、蝙也と共に「十本刀の下の方」、「前座」と扱いは悪い。剣心と凍倉との戦いの時には刀を持ってなかった凍倉に自身の刀を一本貸し、戦いを見ていた鎌足が剣心の強さを自身の眼で見ると「あんた、あんなの（剣心）とよく闘ったね」と呆れられるが、「あんなのと知ってたら一目散に逃げてたわ」と白目を剥いて返している。
アニメオリジナルストーリーの島原編にも登場するが、天草翔伍に敗れる。
小説『その翳、離れがたく繋ぎとめるもの』では、地元大阪で暴れていたところを、張の噂を聞きつけた志々雄にスカウトされて一派に入ったと語られる。この際「懐刀が欲しい」という志々雄の言葉を「お前の刀を寄越せ」という意味だと誤解し、自分の持っている刀全部と志々雄の刀全部を賭けて勝負するも敗北し、志々雄から「刀はいらないから配下になれ」と誘われたという。一派の連中は面白い奴ばかりだから毎日楽しくやっているらしい。
PSP版ゲームの張のシナリオでは、名だたる剣士たちを倒して刀狩りするというものになっている。志々雄の持つ無限刃まで狙って勝負を仕掛けるが、張が今後も役立つのならばと志々雄の方から刀を渡してきた。
名前は越路町（現長岡市）沢下条地区に由来。性格上のモチーフは、「世間一般における、誤った関西人のイメージ」。作者の和月は関西出身の知り合いが多く、張の喋る関西弁に関しては、関西出身のアシスタントにチェックを入れられたうえで全国の読者にもわかりやすいように、あえて崩してあるので実際の関西弁とは異なる（この点は、和月は関西の読者に対して「本作品は全国向けに描いている漫画なので、その辺は大目に見てやってください」と断りを入れている）。和月のお気に入りで、なおかつ描いていて楽しいキャラクターの一人に挙げており、剣心と戦ったところで出番を終わりにするのは少し惜しくなり、再登場させたが剣心たちの仲間になるのも変なので、ある程度、中立的立場な存在にしたいという。デザイン上のモチーフはアシスタントからガルフォード、読者から二階堂紅丸と言われたが、和月は「ハッキリ言って違います。基本デザインは実は和月が20歳の時に作ったもので、その時はなんと宇宙人でした。･･････（オイ･･･）。結局、没になったのですが、この馬面にして猿顔なデザインは捨て難く、今回使ってみたという訳です」とのこと。当初の髪型はボサボサ気味の黒髪のオールバックだったが、十本刀の一番手の男ということもあり、インパクトをつけるため、全体としてパンクロッカーの要素を取り入れた結果このようになったという（これらから容姿に関して和月は「まあ、紅丸と言われるのはわかりますけど…。」と理解を示している）。読者からの人気は高く、ファンから送られてきたイラストでは伊織とセットで描かれているものが多かった。
- 完全版11巻の再筆：格好良さを重視したデザイン。鋼鉄製の網に今まで狩ってきた刀を付け、柔軟に動く盾として使用する。
- 実写映画版：2作目、4作目に登場。比較的原作に忠実なキャラクターで、特徴的な髪型や、左目を瞑る癖も再現されている。言葉遣いは若干京都弁寄りの関西弁になっている。大阪在住ということもあり十本刀の招集に最も早く駆けつけ、新井赤空の最後の一振りを求め、新井青空の元を訪れる。新井伊織を人質にとり、そこへ現れた剣心に戦いを仕掛けた。折れた逆刃刀しか持たない剣心を相手に優勢だったが、青空が剣心に渡した逆刃刀・真打での一撃により敗北。警察に連行され、京都大火の計画を斎藤たちに話した。原作と違い志々雄に対する忠誠心はなく、ただ利害の一致で一緒にいるだけと語り、彼を呼び捨てにする場面がある。4作目では原作と同じく警視庁の密偵として登場するも呉黒星とも通じており、斎藤に偽の情報を流すなど所謂二重スパイ行為を行っていた。上海マフィアのアジトにて縁と遭遇した際、手土産に勝手に刀を盗もうとしていた矢先、縁の態度に腹を立て、勝負を挑むが返り討ちに遭い、殺害されてしまう。死体は麻袋に詰め込まれた状態で神谷道場に打ち捨てられ、剣心へのメッセージに利用されることになる。

武器
連刃刀（れんばとう）
新井赤空作・初期型殺人奇剣。半分に分割したそれぞれの柄と鍔に、刃をつけたもの（戦闘では2つをくっつけて使う）。刃の短い間隔で傷を2つ付けられると傷口の縫合が上手くできなくなり、傷口から腐って死に至る。剣心には全く相手にされず、あっさりと破壊された。
実写映画版では薄刃乃太刀が登場しないため、こちらが後期型殺人奇剣として扱われている。原作とは違い磁石でくっつく仕様。ハサミに近い形状に刃をずらし、一振りで連撃できるような構造で、一度避けても追撃が来るという薄刃乃太刀の要素も含まれている。二つに分けて二刀流として使うことも可能。
薄刃乃太刀（はくじんのたち）
新井赤空作・後期型殺人奇剣。刃の強度を保ったまま可能な限り薄く鍛えた、数メートルほどの細い帯状の刀。剣先が僅かに重くなっていて、鞭の如く手首の微妙な返しを使って刃を自在に操ることができる。普段は防具も兼ねている様子で、サラシのように腹部に巻いていた。
実写映画版には登場しないが、前述の通り劇中で彼の使う連刃刀に対して新井青空が「赤空の後期型殺人剣」と述べている。

薄刃小太刀（はくじんのこだち）
『北海道編』で登場。折りたたまれた状態で腕に隠し持ち、相手が接近したところを伸ばして攻撃する。
散刃刀（さんじんとう）
『北海道編』で登場。鞘の中に無数の小刀が仕込まれ、相手に向けて発射する。
備前正行の業物（びぜんまさゆきのわざもの）
アニメで登場。ある剣客を殺して奪ったらしい。
技
逆中空納刀（さかさちゅうくうのうとう）
指で鞘を上空に放ち、真上に向けた刀を納める曲芸。伊織を鞘にぶら下げたまま成功させる。
大蛇（おろち）
薄刃乃太刀を大蛇のように操って攻撃する。たとえ第一撃を回避されても、すぐに攻撃方向を変えられるのが強み。
八岐大蛇（やまたのおろち）
PSP版のオリジナル奥義。薄刃乃太刀を自在に操り、より精密な動きで相手を追尾する大蛇を放つ。
蜷局（とぐろ）
アニメ第二作で使用。蛇がとぐろを巻くかの如く薄刃乃太刀が相手に巻き付くように襲う。
毒蛾（どくが）
アニメ第二作で使用。薄刃乃太刀が螺旋を描きながら相手を襲う。

本条鎌足（ほんじょう かまたり）
声 - 竹内順子 / 村瀬歩
演 映 - 屋敷紘子、京 - 奥野壮
身長160cm、体重49kg。1852年3月生まれ。福岡県出身。魚座、血液型O。趣味:ダイエット。初登場時は25歳。
“大鎌”の鎌足。大鎖鎌を武器としている。一人称は「私」。見た目は美しい女性だが、実は男性（オカマ）。志々雄に心酔しているが、男としては宗次郎、女としては由美に勝てない自分を歯痒く思っている。自分に対して「鎌女」と呼んだ操に対して出し抜けに股間を晒し、自らが男であることを知らしめた（アニメ版では股間を見せずに回りくどい説明をしている）。
葵屋の襲撃に参加し、薫と操を圧倒するが、2人の連携の前に敗北する。その2人は、鎌足の「好きな人の役に立ちたい」という気持ちに共感していた。
志々雄一派壊滅後、張から志々雄が死んだことを聞かされた際には自分も死のうとしたが、張の方便により、志々雄の語り部となるべく生きる決意をする。その後は、容姿を生かし女子留学生に化けたスパイとなる予定らしい。『北海道編』では無罪放免を褒賞に劍客兵器の戦力として召集される。もう一つの褒賞は秘密にしている。
小説『その翳、離れがたく繋ぎとめるもの』では、狐狸妖怪の類だと思われ、討伐隊と戦っていたところを一派入りしたと語られている。
小説では、招集に応じて赤猫楼に訪れたところなども書かれている。志々雄への挨拶が終わるや彼のそばにいた華焔が気に入らずくってかかり、華焔も引かないため2人は無言の戦いを行った。その様子に方治は肝を冷やして、志々雄は「だから十本刀で一番手に負えない化け物だと言ったんだ」と呟いた。
外見のモデルは『新世紀エヴァンゲリオン』の碇ユイ。名前は越路町（現長岡市）本条地区に由来。「オカマの鎌使い」の設定は、当時作者のアシスタントだった尾田栄一郎の提案。
- 完全版12巻の再筆：ゲーム風のデザイン。“モノは既に取った”らしい。
- 実写映画版：容姿は原作と大きく異なり、オカマなのかも不明（演者は女性）。台詞および目立った戦闘シーンも無かった。武器は大鎖鎌ではなく通常の刀だが、第3作目での伊藤博文らとの会合時には小型の鎌を手にする場面も見られた。その後、剣心たちが煉獄から戻ってきた際に処刑場の奥で倒れていたが生死不明。

武器
大鎖鎌（だいくさりがま）
柄先に鎖分銅が繋がれた大鎌。超重武器であり、八貫（30kg）以上の重さを誇る。石突には二股の小さな矛が付いており、鎌が折れた場合には矛の部分に鎖の輪をはめることも可能。鎌の部分に注意が行きがちだが、実際は鎖分銅こそが攻撃の要となっており、鎌をかわしても鎖分銅による二段構えが待ち受けている。葵屋戦で破壊されたが、予備があったのか北海道編でも使用している。
完全版の再筆では、大小連結の鎖鎌となっている。作者いわく「西洋の得体の知れない胡散臭い技術で作られた」。

技
乱弁天（みだれべんてん）
大鎖鎌を頭上で回転させ、鎌と鎖分銅との波状攻撃で周囲の物を斬り払う。
弁天独楽（べんてんまわし）
本条流大鎖鎌術。石突を鎖の輪にはめ、高速回転させながら掬い上げる。大鎖鎌が破壊された時の奥の手。北海道編で刃と鎖分銅部分は取り外せることが判明したため、折られなくとも自ら取り外しての使用も可能と思われる。
輪弁天（まわりべんてん）
『北海道編』で使用。相手に分銅をぶつけた後、それを軸に飛び上がって宙返りしながら相手を斬りつける。
弁天結び（べんてんむすび）
『北海道編』で使用。大鎌を足で地面に深く突き立てた上で鎖分銅を相手の腕に巻き付けて動きを封じる。なお、突き立てた刃部分は取り外して石突で攻撃が可能になっている。
轟弁天（ごうべんてん）
PSP版のオリジナル奥義。大鎖鎌の機能を完全に引き出した強力な乱弁天。

刈羽蝙也（かりわ へんや）
声 - 竹本英史 / 逢坂良太
演 映 - 原勇弥、京 - 梶原颯
身長155cm（髪の毛含む）、体重28kg。1850年10月生まれ。長野県出身。天秤座、血液型A。趣味:空中散歩。初登場時は27歳。
“飛翔”の蝙也。極限まで自分の体重を絞り、蝙蝠の羽状のマントとダイナマイトの爆風で空中を自在に飛び回る剣士。部下を歩扱いし、撤退しようものなら斬殺する非情な性格。一人称は「俺」。
葵屋襲撃隊として弥彦と戦う。当初は剣心と戦えることを期待していたが、相手が子供だと知ると一度は踵を返す。しかし弥彦から挑発されたため戦闘となった。戦い方はかなり大雑把で、飛空発破を行う際は部下はもとより同じ十本刀への被害も考慮しておらず、鎌足から苦情を言われ、弥彦から部下まで巻き込む非情さを責められている。弥彦を一方的に追い詰め、ダイナマイトの束を爆発させて勝利を確信した際に、高度から「見様見真似龍槌閃」を後頭部に受け轟沈した。
志々雄一派壊滅後は飛行能力を買われ、アジアの情勢を探る陸軍斥候に。『北海道編』では無罪放免と新型飛行機器の研究開発を褒賞に劍客兵器の戦力として召集される。
小説『その翳、離れがたく繋ぎとめるもの』では、すでに滅亡した風魔一族の末裔であると語られる。その真偽もどんな一族かも志々雄は興味がなかった。ただ納屋で空を飛ぶ術の書かれた巻物を見つけ、それを本気で信じて鍛錬の末飛行能力を身に付けたところが志々雄に気に入られ一派に入ったという。
モチーフは実在の剣客松林蝙也斎。モデルは漫画『サイボーグ009』の002ことジェット・リンク。名前は新潟県刈羽村に由来。元は御庭番衆の一人「天狗」として考案されていた。当初は剣心と対戦させることを想定していたが、既に剣心の敵ではないと判断されたことで弥彦の対戦相手となった。子供である弥彦に一撃で負けたことで、読者からは「弥彦が強すぎる」「蝙也が弱すぎる」という意見が殺到したが、作者的には弥彦は既にそのくらいの実力があるのではと思っていたとのこと。
- 完全版11巻の再筆：忍者風のデザイン。龍勢を応用した巨大ロケット弾を背負い自身が誘導装置となり飛行。着弾寸前で分離し、バネつきの靴で着地。ロケット弾の再装着を行うという攻撃方法をとる。
- 実写映画版：台詞および戦闘シーンは無い。決戦後、警官に捕縛されている。

技
飛空発破（ひくうはっぱ）
極限まで軽量化した身体にダイナマイトを連ねた翼を装着し、手首に仕込んだ刃物で使う量のダイナマイトをその都度切り爆風で風に乗り、上空からダイナマイトで空爆を行い、その爆風で再び空へ舞い上がる。

夷腕坊（いわんぼう）
声 - 八嶋智人 / 山崎たくみ / 岩崎征実（ゲーム『炎上！京都輪廻』）
演 映 - 山田崇夫、京 - キャッチャー中澤
身長174cm、体重140kg。1874年5月製造。特技:首回し・衝撃吸収・体をバネにした高速移動。
“丸鬼”（まりおに）の夷腕坊。見た目は鈍い巨漢で、志々雄や十本刀からは「相変わらず頭悪そう」「馬鹿」と評される。「ぐふ」「ぐふふ」と笑い、時折コミカルな表情や自信家の一面も見せる。ゴムのような体で衝撃を吸収し、人間離れした身体能力を発揮する。武器は両指にはめた琴の爪状の刃。葵屋襲撃隊として御庭番衆と交戦し、優位に立つも他の十本刀が倒された際に逃亡。PS2『炎上！京都輪廻』では、食い逃げしている。
正体は雪代縁の同志、外印の操り人形。バカっぽさは、夷腕坊の内部に潜んでいた外印の演技に過ぎない。外印は志々雄と縁の取引には一切関わっておらず、縁の顧客を自ら潰した上で志々雄と縁が取引を行うことになったのは偶然である。なお、「夷腕坊」は外印が縁と落ち合った際に破壊されている。その後は腐敗した状態で左之助らに発見され、素材に死体が使われていることを示すシーンとして登場した。
志々雄が外印の存在に気付いていたかは本編では描かれていないが、小説『その翳、離れがたく繋ぎとめるもの』では、夷腕坊のことを「中の人は賢い」とこっそり方治に語る描写がある。
外見のモチーフは、当初はアメコミ『X-メン』のブロブとモジョーだったが、途中からアーケードゲーム『ヴァンパイア』シリーズのビクトルとサスカッチも混ざっている。
- 完全版11巻の再筆：人形のような丸々としたデザイン。歩けないらしく、全裸。『剣心皆伝』では、作者いわく「外印が作った試作品の一つみたいな感じ」。ベースは黒崎薫が描いた落書き。
- 実写映画版：原作と異なり力士風のデザイン。台詞および目立った戦闘シーンは無いが、『京都大火編』では煉獄で剣心に体当たりをする場面が見られる。決戦後は警官に捕縛された。
- テレビアニメ第2作：原作とは異なり、京都大火の時に京都御庭番衆4人と対峙する。

才槌（さいづち）
声 - 西川幾雄 / 島田敏
演 映 - 島津健太郎、京 - 松浦司
身長120cm、体重35kg。1800年12月生まれ。島根県出身。山羊座、血液型A。特技:交渉。嫌いな者:最近の若者。初登場時は79歳。
“破軍”（甲）の才槌。巨大な頭の老人男性。一人称は「吾輩」。不二を丸め込んで“破軍”（はぐん）のコンビを組み、不二に命令を下し、戦略兵器として効率的に運用する役目を担う。論理的観点から巧みな話術で相手を論破することを得意としている。十本刀の中では方治同様に文官方だが、事務能力および戦略に優れる参謀の方治に対し、才槌は「戦術」に優れる。その立ち位置故、子分筋の不二を除く他の十本刀の面々には相手にされていないが、宗次郎だけは友好的に接しており、「そうして接してくれるのは君だけじゃよ」と礼を返している。
不二と共に京都の警察署を破壊した後、葵屋の襲撃に乗り出す。既に疲弊しきっていた弥彦たちでは不二に太刀打ちできないとして勝ち誇り、助けは誰も来ないことを論理的観点から説くが最後まで弥彦の心を折ることはできなかった。その後、駆けつけた比古清十郎によって不二が倒され、その下敷きとなって気絶、戦闘不能となった。
劇中では戦闘描写はないが、作者によると当初は柏崎念至（翁）との戦闘を予定されており、翁と渡り合えるだけの何らかの戦闘手段を持っていると思われるが、作者いわく「ジジイ同士の戦いで誰が喜ぶのか？」との結論に至り戦闘シーンはカットされた。志々雄一派壊滅後は、持ち前の話術で相手を論破する能力を買われ、政府の外務省の裏役人に転身。なお、本編扉絵および『剣心華伝』によれば「才槌」は本名ではない。
モチーフの原点は北欧民話『霜の巨人』のエピソードに登場する小人。外見のモチーフは『プリンプリン物語』のルチ将軍。不二のあおりを食らった当初からの悪人（作者談）。
- 完全版12巻の再筆：頭蓋骨を外し脳を際限なく成長させる手術を施され、脳が自身の体よりも大きい異様な姿。知識は絶大だが、それを生かすほどの知恵がないため方治よりも格下。脳に養分を吸われた老人姿だが、実年齢は30代。
- 実写映画版：台詞はほとんど無し。原作と異なり通常の人間大の大きさで、自ら武器を振るって戦う場面も存在する。決戦後、警官に捕縛されている。

不二（ふじ）
声 - 石塚運昇 / 梶原岳人
演 - 山口航太
身長840cm、体重1280kg。1857年9月生まれ。島根県出身。乙女座、血液型A。趣味:動物の飼育。初登場時は22歳。
“破軍”（乙）の不二。二階建ての葵屋を凌ぐ人間離れした体躯と、巨大な刀を軽々と振るい、一撃で建物一つを吹き飛ばすほどの怪力を誇る。その異形から誰からも人間扱いされなかったが、武人としての心と魂を秘めている。小説『その翳、離れがたく繋ぎとめるもの』では、本来は人を殺めることで本当の意味で「化け物」になりたくないという思いから一騎当千の実力を持ちながら人を傷つけない温和な性格だったが、才槌が長い時間をかけて本編時点のような武人として洗脳に近い育成をしたと語られている。葵屋襲撃の最終兵器として京都の警察署を焼き払い、葵屋を粉砕したが、突如として現れた比古清十郎と対決。自分を「化け物」ではなく武人として初めて認めてくれた比古との邂逅に感激して涙を流し、才槌の命令を無視して武人として戦う。両手持ちの全力の一撃を比古に見舞うが、躱わされた後、九頭龍閃によって倒された。志々雄一派壊滅後は北海道の屯田兵となる。才槌と同様、「不二」は本名ではない。
モチーフの原点は『風の谷のナウシカ』の巨神兵と北欧民話『霜の巨人』。鎧姿のモデルは『新世紀エヴァンゲリオン』のエヴァンゲリオン初号機。素顔のモデルは漫画『魔神冒険譚ランプ・ランプ』のドグラマグラである。
PSP版ゲームでは、戦闘中のかけ声で「行くぞ！」など普通にしゃべる。
- 完全版12巻の再筆：鎧が戦国時代の甲冑に骸骨のテイストを足したデザインのより重装備のものとなり、巨体をさらに大きく見せるため母衣を身に着けている。武器は巨大な又鬼山刀（マタギナガサ）を使用。
- 新京都編では巨漢であるが、大きさがかなり縮小されている。
- 実写映画版：普通の人間の大きさだが長身（演者の山口の身長は184cm）。また、ほとんど喋らなかった原作と違い普通に言葉を発している。海岸での戦いで警官の高野を殺害するも、斎藤に刺殺された。

技
両手持ち
手にした巨大な刀を両手で振り下ろし、倍増した破壊力で相手を粉砕する。地面にクレーターを形成するなどその威力はまさに規格外。
山河割り
PSP版に登場したオリジナル奥義。前述の両手持ちにさらに全力を注ぐことで威力を引き上げ、極限の振り下ろしを見舞う。

### その他の構成員
四乃森蒼紫（しのもり あおし）
声 - 安原義人 / 内田雄馬
演 映 - 伊勢谷友介、京 - 松下優也
志々雄一派の一員ではないが、一時は同盟関係を結んだ。
尖角（せんかく）
声 - 小村哲生 / 鶴岡聡
身長220cm、体重100kg。1851年8月生まれ。静岡県出身。獅子座、血液型B。特技:高速移動。苦手な人物:志々雄真実。
東海地方制圧用の軍事拠点として一派が制圧した新月村を統治する、志々雄直属の部下。一人称は「俺」。ドリル状に尖った頭頂をもつ巨漢。両手の握り懐剣を使った力押しの戦法を主体とする一方で、体格に似合わない俊足を生かした高速戦闘も得意とする。村を占領後は村民を暴力による死の恐怖で支配し、村の奪還のために派遣された政府の警官隊をことごとく返り討ちにしてきた。剣心との戦闘では相手と自身の速度を互角とみて高速戦をしかけるが、徐々に速度を釣り上げていた相手の策にはまり、切り返しのたびに蓄積され続けていた負荷によって膝を破壊され自滅する。最後は「技のひとつも出させずに負けたら俺が直々にブッ殺す」と志々雄に脅されて剣心に跳びかかるも、龍翔閃で顎を打ち上げられ敗北する。戦闘前は過去に99人の人間を殺したと豪語するが、斎藤からは「たった99人じゃ、いばれる数じゃないぜ」と言われる（アニメ第1作では逆に「ずいぶん斬ったじゃないか」と言われる）。剣心を100人目の獲物と宣言するが、自滅後は斎藤から「百人目は自分自身で決定だな」と皮肉られる。警察に逮捕されたあとは、斎藤から「拷問って付録付きで死刑台送り決定」と言われて物語から退場する。
アニメ第1作では脱走に成功するが、剣心の情に触れ改心しかけた心情を宗次郎に語ったことで粛清される。また大久保のイメージ映像では、不二以外の十本刀と勢揃いする場面がある。新京都編・実写版には未登場。
構想段階では十本刀の一人になる予定で、人語を話さず獣のような唸り声のみを発するキャラクターにされる予定もあった。
アニメ第2作では、頭部形状に合わせた鉄兜と手甲を装備している。兜のほうは、龍翔閃を受けたときに真っ二つに破壊される。
技
刻み打ち（きざみうち）/ 尖角流・刻み打ち(せんかくりゅう・きざみうち)
握り懐剣の乱れ打ち。前者は劇中で技名を発しないが、アニメ第2作では後者の名称を叫んで使用する。
串刺し頭突き（くしざしずつき） / 尖角流・人間弩弓（せんかくりゅう・にんげんどきゅう）
本編中未登場。登場人物製作秘話で尖角の必殺技として語られ、作者はこれが出せなかったことが心残りと言っていた。
アニメ第2作では兜の尖端を突き出して高速で突進する技として初めて使用され、技名も後者となっている。また、「尖角流奥義・超・人間弩弓」という上位技もあり、志々雄に脅された直後に使用する。

### 戦闘員
阿武隈四入道（あぶくまよんにゅうどう）
声 - 森訓久、志賀克也、松村武、永野善一 / 奥村翔、こばたけまさふみ、あべそういち、喜屋武和輝
四乃森蒼紫への使者として、宗次郎が差し向けた四人組。一人称は「俺」。武器は斧。般若たちの墓参りに訪れた蒼紫に先回りして現れた。名のとおり僧形をしているが、中身は下品なチンピラであり、般若たちの墓を汚したことで蒼紫の怒りに触れる。自分たちに凄んだ蒼紫の態度に憤慨し、得意技らしき「瞬速四身一体」の攻撃で一斉に飛び掛かるも、蒼紫の小太刀二刀流により、瞬時に四人まとめてバラバラに斬り捨てられた。もともと組織の中でも志々雄には年に一度しか会えない下っ端で、宗次郎からは「捨て駒」と見なされていた。新京都編・実写版には未登場。
梟爪衆（きょうそうしゅう）
兵隊の中から夜目が利く者を選りすぐって鍛え上げた夜襲専用の隠密部隊。黒い忍装束に黒い頭巾とマスク、鉤爪を装備している。方治が葵屋に派遣したが、御庭番衆には一蹴されてしまった。隊長は捕縛され、翁から壮絶な拷問を受けた後に伝言係としてアジトへ帰還させられた。アニメでは拷問を受けた描写は無く、上半身を案山子のような状態にさせられてアジトに伝言を伝える形になった。新京都編には登場していないが、葵屋が襲撃される描写はあった。
兵隊
組織の末端である戦闘員で、赤熊（しゃぐま）などを被った隊長たちがまとめる形で構成されている。鼻から下を隠す覆面が一体になった服を着用しており、諜報活動をしている者もいる。

## 「京都編」以降の登場人物
志々雄一派が暗躍した「京都編」には登場せず、以降の作品に残党などの形で登場したキャラクター。

### 『弥彦の逆刃刀』 の登場人物
武藤要（むとう かなめ）
「人誅編」から5年後を描いた『弥彦の逆刃刀』に登場。弥彦の出稽古先の道場に籠城していた脱獄囚の主犯の男性。一人称は「俺」。かつて志々雄一派に所属し、京都大火作戦時には500の兵の先頭に立って戦っていたという。志々雄一派壊滅後も組織への忠誠心を失っておらず、理想に向けて動いていたが、戦闘を通じて弥彦に改心させられやり直すことを誓う。

### 『明日郎 前科アリ（異聞）』
長谷川明日郎（はせがわ あしたろう）
志々雄真実の無限刃を受け継ぐ存在。「北海道編」でも引き続き登場する。るろうに剣心 -明治剣客浪漫譚-の登場人物一覧#『北海道編』の主要人物を参照。
久保田旭（くぼた あさひ）
元・志々雄一派の残党。志々雄一派には何者かに送り込まされたような描写がある。「北海道編」でも引き続き登場する。るろうに剣心 -明治剣客浪漫譚-の登場人物一覧#『北海道編』の主要人物を参照。
賊長（ぞくちょう） 、 蒲原（かんばら）
元・志々雄一派の残党。旭とともに明日郎の持つ無限刃を手に入れることにより一派を再興すべく暗躍する。るろうに剣心 -明治剣客浪漫譚-の登場人物一覧#明日郎 前科アリ（異聞）の敵対者を参照。